# Aquae Sextiae
Pour les articles homonymes, voir Sextius.
Aquæ Sextiæ est le nom latin d'Aix-en-Provence (trad. "les Eaux de Sextius"). Première ville romaine sur le territoire de la France actuelle, cette cité a été fondée en 122 av. J.-C. par le consul romain Caius Sextius Calvinus à la suite d'une expédition menée contre l'oppidum d'Entremont, capitale salyenne. Bénéficiant dans les premières décennies d'une architecture très semblable à celle d'Entremont, il faut attendre le Ier siècle pour voir Aquæ Sextiæ se doter d'une conception typiquement romaine, constituée d'un cardo et d'un decumanus qui lui donnent un plan orthogonal. Un forum se dresse en son centre, tandis qu'une basilique domine la partie nord de la Cité.
Les vestiges de cette ville sont très peu nombreux. Si plusieurs bâtiments de l'Aix antique ont continué d'exister jusque sous l'Ancien Régime, ils ont pour la plupart été détruits dans les années précédant la Révolution française afin de dégager des espaces publics ou de servir de matériaux de construction à plusieurs édifices. En 2004, un théâtre a été mis au jour au quartier de Notre-Dame-de-la-Seds. Il remonte à l'époque romaine et est désormais le plus important monument antique d'Aix-en-Provence.

## La ville antique d'Aix

### Fondation d'Aquæ Sextiæ

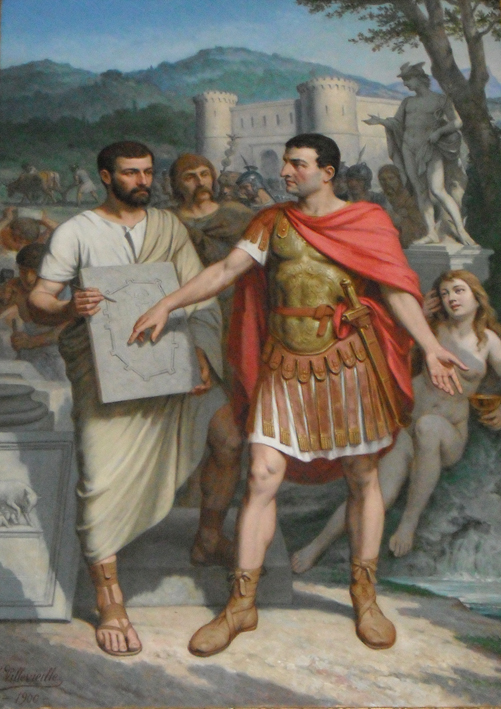
Fondation d'Aix par Sextius Calvinus (Joseph Villevieille, 1900).

Les récits concernant la fondation d'Aix sont peu connus. Cassiodore (v. 485-v. 580) en fait une relation plutôt détaillée dans sa Chronique, mais celle-ci présente l'inconvénient d'être très postérieure aux événements. Cassiodore y indique que la création de la ville résulte des opérations militaires du consul Caius Sextius Calvinus menées en 124 av. J.-C. contre l'oppidum d'Entremont, qu'il appelle « la capitale des Salyens ». Deux ans plus tard, le même Sextius Calvinus fonde « dans les Gaules une ville où sont les eaux sextiennes » (122 av. J.-C.). Tite-Live, quant à lui, écrit que « le proconsul C. Sextius, après avoir vaincu la peuplade des Salluviens, fonda la colonie d'Aquæ Sextiæ, ainsi appelée en raison à la fois de l'abondance des eaux provenant des sources chaudes et froides et de son propre nom à lui ». Strabon qualifiera l'établissement sextien de polis (« ville ») qu'il prend soin de distinguer de la phoura (« garnison ») qui s'y trouve. Elle est le premier établissement romain de la Gaule transalpine. Ce genre de pratiques est courant chez les Romains et rappelle la fondation de villes italiennes, quoique 150 ans plus tôt, comme Faléries (Falerii Novi). Il s'agit de détruire un centre ancien et de le déplacer dans une plaine proche. On peut donc parler, dans le cas d'Aquæ Sextiæ, de ville pérégrine.
Un autre auteur antique évoque la ville d'Aquæ Sextiæ. Il s'agit de Sidoine Apollinaire, écrivain gallo-romain du Ve siècle qui écrit : « Phocidas Sextiasque Baias, illustres titulis præliisque ». Il compare Marseille (Phocidas) et Aquæ Sextiæ à la ville de Baïes (Baias), en Campanie, célèbre station balnéaire romaine. Cette indication rappelle le statut thermal de la ville d'Aix.
La position d'Aquæ Sextiæ est stratégique, situé entre l'Italie et l'Espagne entre Massalia et la Durance. Il est impératif pour la République romaine de protéger cette région et faciliter le passage des convois et des armées romaines, tandis que le Pays d'Aix est aux mains des tribus salyennes. La population de l'oppidum d'Entremont, capitale de la confédération salyenne, est désignée comme une ennemie à soumettre. Avec la prise de l'oppidum par Caius Sextius Calvinus, en 123 av. J.-C., le plateau d'Entremont est abandonné et les populations de l'oppidum viennent peupler la nouvelle ville romaine créée au pied du plateau. Vers 90 av. J.-C., Entremont est totalement inhabitée et Aix va commencer à se développer — à l'aide des pierres d'Entremont qui vont être réutilisées pour permettre la construction des maisons aixoises.

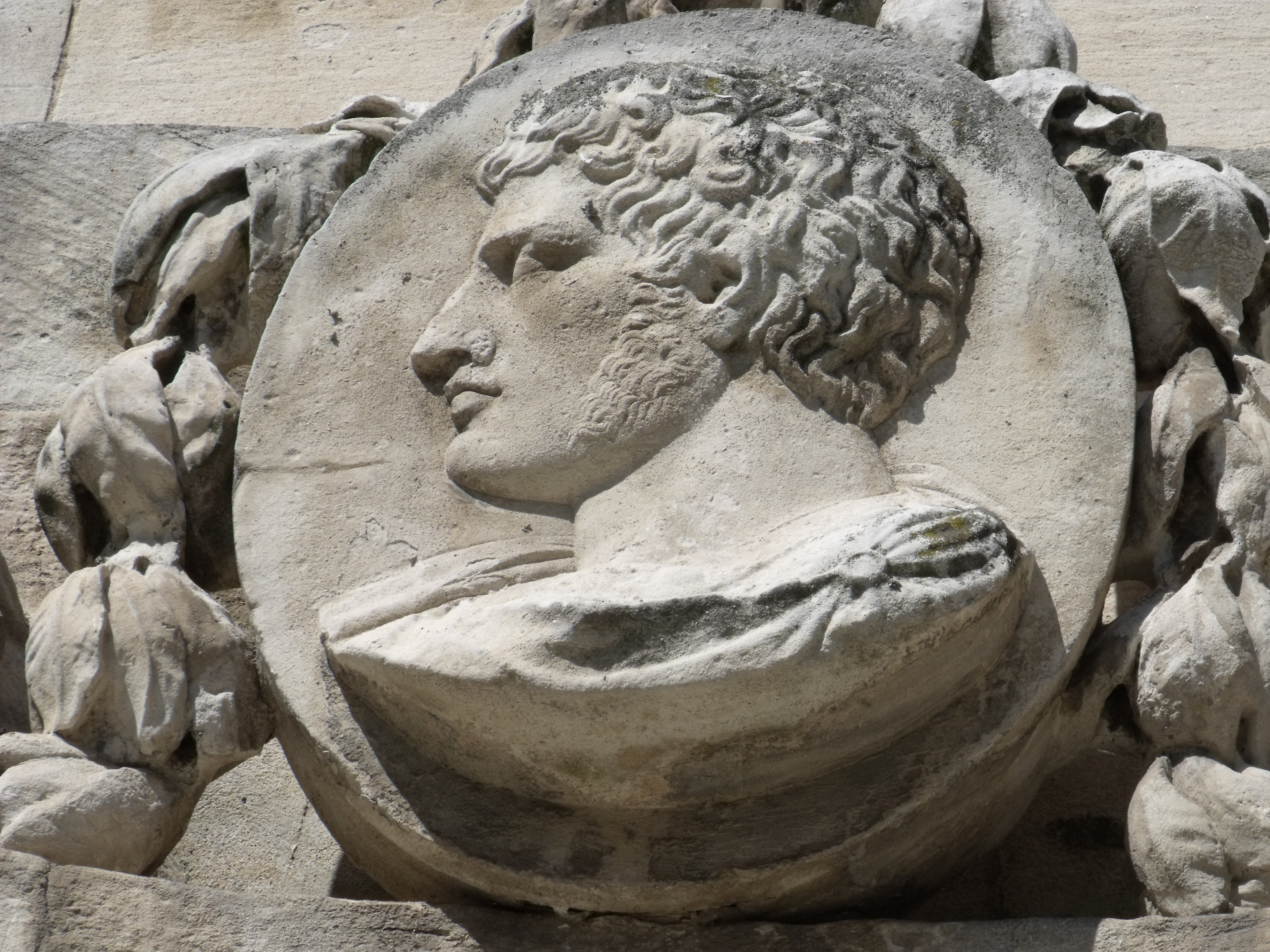
Portrait imaginaire de Caius Sextius Calvinus (fontaine des Prêcheurs à Aix-en-Provence).

La nouvelle ville d'Aix a donc pour vocation de surveiller une région à peine pacifiée et sert de base à l'armée romaine en prévision d'une conquête de la Gaule narbonnaise, quatre ans plus tard. Placée sous le contrôle d'un præsidium romain, Aix abrite dès lors les populations refoulées d'Entremont et devient de facto « le chef-lieu du pays salyen entré par la force dans l'orbite romaine ». Du fait de sa position, Aix a aussi l'avantage de permettre de protéger Marseille, alliée à Rome, des incursions gauloises et de contrôler la route d'Italie.
Il n'est pas possible de déterminer avec précision l'emplacement de l'établissement romain et de la garnison qui s'y trouvait. La raison en est que l'on ne trouve pas de source archéologique remontant à la fondation de la ville. Les historiens se fient donc au déplacement de la ville antique au cours des siècles et ses diverses localisations : d'abord dans la ville des Tours, puis sur l'emplacement du palais comtal et enfin dans le bourg Saint-Sauveur. La plupart des érudits locaux localise la ville antique au bourg Saint-Sauveur, alors que des vestiges retrouvés sur place et identifiés à l'époque romaine s'avéraient en fait être ceux de la ville du XIIe siècle. Paul-Albert Février s'oppose à cette localisation : « Vouloir retrouver dans cette ville de basse époque [le bourg Saint-Sauveur] le plan de la fondation de Sextius est un simple jeu de l'esprit ». Des analyses récentes tendraient à déterminer que l'oppidum originel se serait situé dans le quartier des thermes et non au bourg Saint-Sauveur, soit quelques centaines de mètres plus à l'ouest, en plein cœur de l'ancienne cité.
La seule découverte archéologique que l'on peut à coup sûr relier à la fondation de la ville a été faite à l'esplanade de l'Arche (anciennes fonderies Coq), à la rue des Allumettes. Il s'agit de restes de commensaux, composés d'alignements d'amphores italiques et d'un lot de meules rotatives.

### La population d'Aquæ Sextiæ

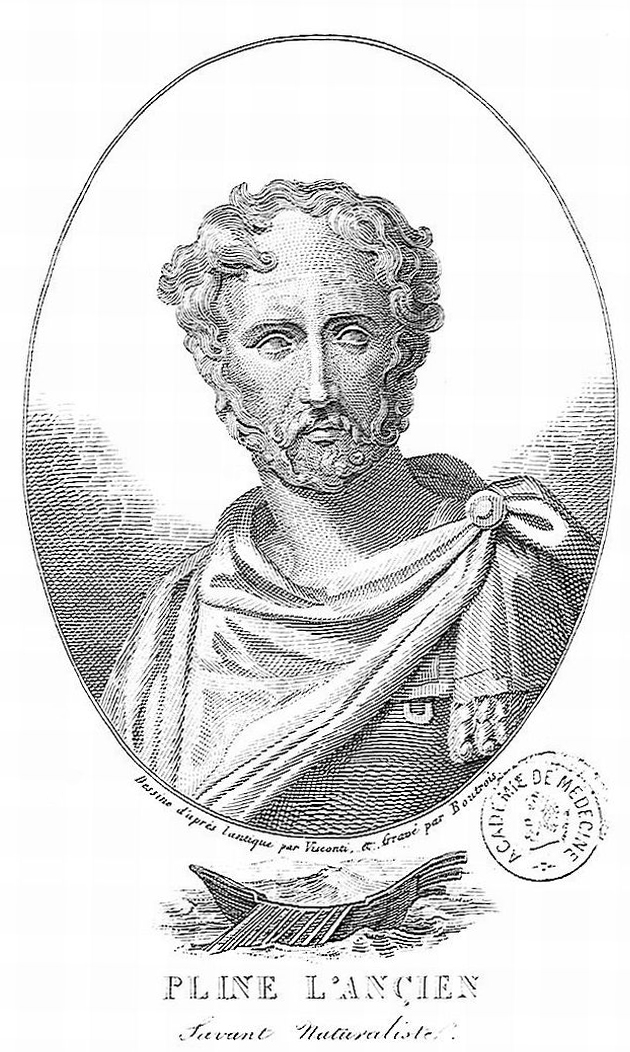
Pline l'Ancien a appelé Aix Aquæ Sextiæ Salluviorum.

On apprend sous la plume de l'historien romain Pline l'Ancien que, à sa fondation, le nom complet de la ville d'Aix est Aquæ Sextiæ Salluviorum, c'est-à-dire littéralement « Aquæ Sextiæ des Salyens » ou « Aix des Salyens ». Le terme n'est pas anodin et illustre bien que, si Aix est une ville romaine, sa population est majoritairement composées de Gaulois. On n'est donc pas dans le cas de villes comme Arles ou Narbonne, fondées grâce « à une déduction de vétérans ou de nouveaux venus, souligne Paul-Albert Février. [Aquæ Sextiæ] est une ville indigène ». Ces Gaulois qui viennent peupler Aix sont très probablement les anciens habitants d'Entremont, la cité salyenne vaincue par Caius Sextius Calvinus. On en déduit que, lorsque Entremont est détruite en 123 av. J.-C., une partie de ses habitants émigre vers la nouvelle cité et deviennent des Aquenses, nom donné aux habitants d'Aquæ Sextiæ. Il s'agit, comme en témoignent les vestiges de l'oppidum, d'une population composée d'artisans et de commerçants, mais aussi de notables gaulois.
Pourtant, l'essentiel de la population d'Entremont subit le sort réservé aux vaincus. Après sa victoire, Sextius a le souci de montrer la rigueur de la République romaine vis-à-vis de ses ennemis. Les vaincus sont vendus à l'encan comme esclaves. 900 hommes seront exemptés de cette punition. Lorsque la vente à l'encan est décidée, Craton est un de ces Massaliotes ou Ligures qui œuvrent pour une victoire romaine en Provence. Son nom grec atteste d'ailleurs de son soutien à Rome. Du coup, alors qu'il doit être vendu comme un esclave, il rappelle à Sextius qu'il a servi et souffert pour les Romains. « Non seulement il fut mis en liberté avec toute sa famille et recouvra ses biens, dit Diodore de Sicile, mais en récompense de son bon vouloir pour les Romains, on lui donna le droit de délivrer de la servitude neuf cents de ses concitoyens ». Il est envisageable que ces 900 hommes nouvellement libérés aient rejoint la population de la ville d'Aquæ Sextiæ. On peut aussi penser que tous ces hommes n'étaient pas nécessairement originaires d'Entremont, mais plutôt de l'ensemble du territoire salyen soumis à Rome, et que, de même, une bonne partie des habitants d'Entremont, réduits à l'esclavage, aient vécu à Aix même, chez leur nouveau maître. Cela fait certainement une population de quelques milliers de personnes, les premiers habitants d'Aquæ Sextiæ.

### Bataille d’Aquæ Sextiæ

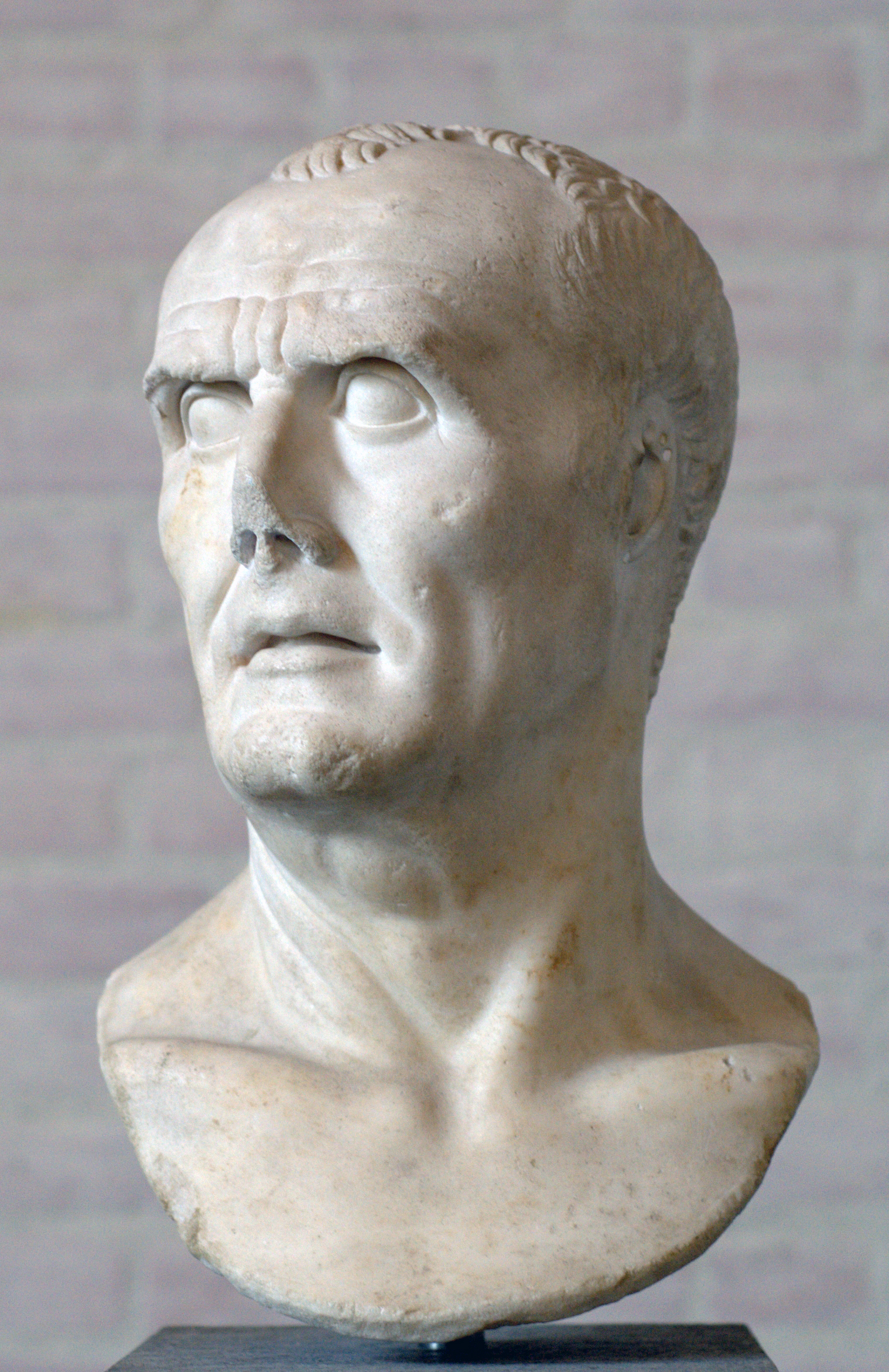
Le consul Caius Marius, vainqueur des Cimbres et des Teutons.

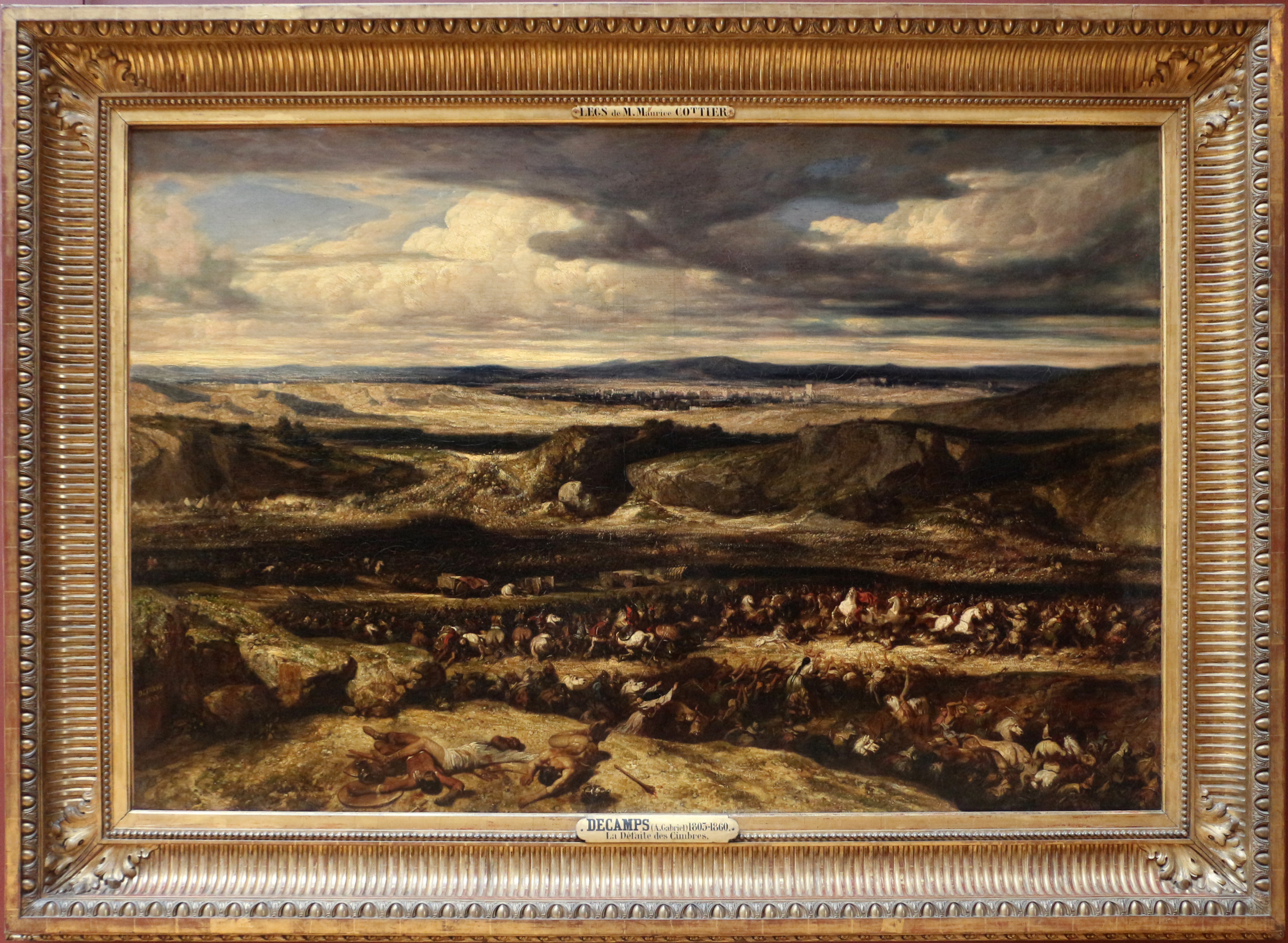
La Défaite des Cimbres
Alexandre-Gabriel Decamps, 1833
Musée du Louvre, Paris.

En 102 av. J.-C., alors que des hordes de Cimbres et de Teutons, d'origine germanique et scandinave, déferlent dans le Sud de la Gaule, menaçant la paix dans la toute nouvelle ville d'Aix et ses environs, le consul romain Caius Marius les affronte et les repousse à la bataille d'Aix, qui se déroule sur le piémont sud de la montagne Sainte-Victoire.
L'historien grec Plutarque fait ultérieurement de la bataille un récit spectaculaire, quoique probablement idéalisé. Il présente la préparation de l'armée romaine et son positionnement près d'Aquæ Sextiæ :

« Les Teutons, voyant que Marius se tenait toujours tranquille dans son camp, entreprirent de le forcer ; mais, accueillis d'une grêle de traits qu'on fit pleuvoir sur eux des retranchements, et qui leur tuèrent beaucoup de monde, ils résolurent de passer outre, persuadés qu'ils franchiraient les Alpes sans obstacle. Ils plient donc bagage, et passent le long du camp des Romains. Le temps que dura leur passage fit surtout connaître combien leur nombre était prodigieux. Ils furent, dit-on, six jours entiers à défiler sans interruption devant les retranchements de Marius ; et comme ils passaient près des Romains, ils leur demandaient, en se moquant d'eux, s'ils n'avaient rien à faire dire à leurs femmes ; qu'ils seraient bientôt auprès d'elles. Quand ils furent tous passés, et qu'ils eurent pris quelque avance, Marius décampa aussi, et se mit à leur suite. Il se postait toujours près d'eux, choisissait pour camper des lieux forts d'assiette, qu'il fortifiait encore par de bons retranchements, afin de passer les nuits en sûreté. En continuant ainsi leur marche, les deux armées arrivèrent à un lieu qu'on appelle les Eaux de Sextius, d'où il leur restait peu de chemin à faire pour être au pied des Alpes. Ce fut là que Marius résolut de les combattre. »

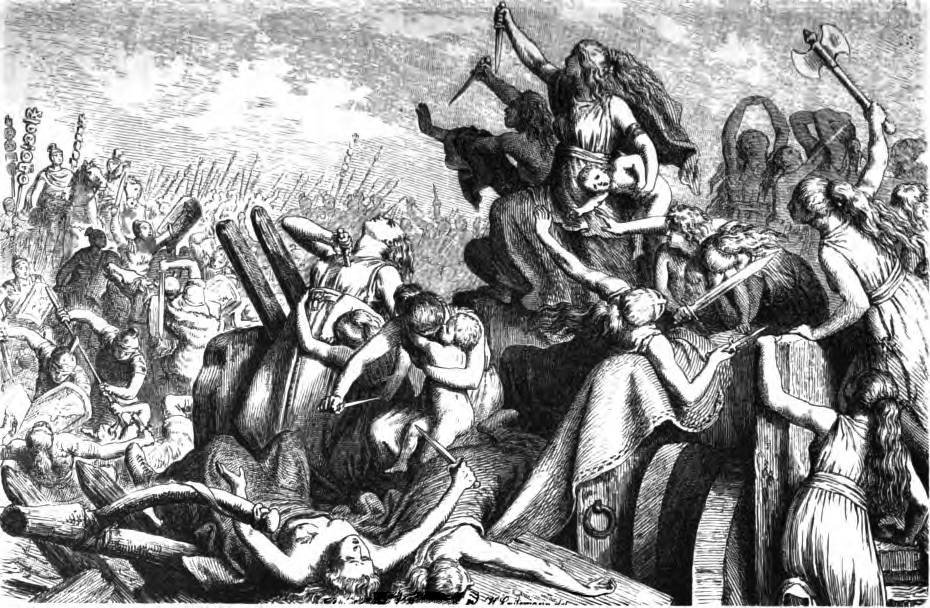
Femmes teutonnes participant à la défense.

Plutarque décrit ensuite l'attaque romaine, face à une armée impuissante :

« Les Barbares, arrêtés par les Romains, qu'ils s'efforçaient d'aller joindre sur la hauteur, pressés ensuite vivement, lâchèrent pied, et regagnèrent peu à peu la plaine, où les premiers rangs commençaient à se mettre en bataille sur un terrain uni, lorsque tout à coup on entendit de grands cris partis des derniers rangs, qui étaient dans la confusion et dans le désordre. Marcellus avait saisi le moment favorable : le bruit de la première attaque n'était pas plutôt parvenu sur les hauteurs qu'il occupait, que, faisant lever sa troupe, il avait fondu avec impétuosité sur les Barbares en poussant de grands cris, et, les prenant en queue, il avait fait main-basse sur les derniers. Cette attaque imprévue, en obligeant ceux qui étaient les plus proches de se retourner pour soutenir les autres, eut bientôt mis le trouble dans l'armée entière. Chargés vigoureusement en tête et en queue, ils ne purent résister longtemps à ce double choc ; ils furent mis en déroute, et prirent ouvertement la fuite. Les Romains, s'étant mis à leur poursuite, en tuèrent ou en firent prisonniers plus de cent mille. »

Les femmes capturées alors préfèrent se suicider plutôt que de devenir esclaves. La tradition locale raconte également que les chefs teutons, une fois capturés, sont précipités dans le gouffre du Garagaï, au sommet de la montagne Sainte-Victoire.

## La ville tardo-républicaine d'Aix (Iersiècleav. J.-C.)

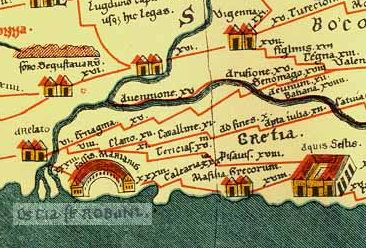
Table de Peutinger. Aquis Sestis figure en bas à droite.

La structure générale de la ville, sur laquelle vont s'étendre les aménagements ultérieurs, est alors en place. Quatre rues de cette époques ont été reconnues, trois cardines et un decumanus. Les cardines ont été identifiés, pour le premier, à l'emplacement de l'ancienne maison d'arrêt, avant la construction de l'annexe Monclar de l'actuel palais de justice, le deuxième, au pied de la tour médiévale appelée la « Tourreluque » et la troisième sur un terrain appartenant à l'établissement thermal. Le decumanus, quant à lui, a été aussi découvert au pied de la Tourreluque. Au fil des siècles, l'agencement général des rues reste le même et les nouveaux îlots se développent contraints par les structures préexistantes.
La découverte de fondements d'un édifice à l'emplacement des thermes a permis de mieux cerner la mise en valeur des bâtiments publics de l'Aquæ Sextiæ du Ier siècle av. J.-C. Ce vaste bâtiment de 360 m2, en très mauvais état de conservation, possédait plusieurs nefs et l'on a suggéré qu'il pût s'agir d'un marché ou d'une halle. Son sol intérieur possède à l'époque des aménagements sommaires et est constitué de terre battue ou couvert d'une couche de brasier. Cet édifice est resté en fonction jusqu'à la fin du Ier siècle au plus tard. La table de Peutinger signale la ville par un symbole représentant une piscine.
Les analyses de l'habitat d'Aquæ Sextiæ au Ier siècle av. J.-C. sont particulièrement instructives et révèlent que, si la structure urbaine est typiquement romaine, l'intérieur des maisons est caractéristique de la population salyenne qui habite la ville et notamment les quartiers populaires : sols en terre battue, murs enduits de mortier de chaux maigre, voire de rien. Quant à l'intérieur, il se réduit au strict minimum : banquettes de terre, plaque à feu à même le sol. Ce mode de vie rappelle la vie quotidienne en Provence à la fin de l'âge du fer.

## Aix sous Auguste et les julio-claudiens (25 av. J.-C.-70apr. J.-C.)
Cette période marque la création d'importantes voies de communication autour de la ville, et notamment de la voie Aurélienne et de la route de Marseille. De plus, certains quartiers se développent.

### Le statut d'Aix
Pline l'Ancien, contemporain de cette période, inclut Aix à la liste des oppida latina. Ce terme implique qu'Aix ait reçu officiellement ce statut, mais il n'indique pas s'il signifie qu'Aquæ Sextiæ est colonie latine ou simple cité pérégrine dont les habitants sont soumis au droit romain. Il est malaisé de connaître le nom de l'homme qui a accordé à la ville ce statut. On peut évoquer le nom de Jules César comme celui d'Auguste. C'est en tout cas Auguste qui lui a probablement accordé un droit colonial, car elle est aussi dénommée colonia Julia Augusta. On ne peut toutefois exclure un autre empereur, puisque le titre Auguste sera attribué à plusieurs empereurs. Quant au terme de « colonie », fait-il allusion à une colonie romaine ou une colonie latine ? La réponse n'est pas connue. Tout juste peut-on affirmer que la ville était à coup sûr colonie romaine au plus tard à l'époque flavienne du fait de la découverte d'une inscription de cette époque mentionnant des duumvirs, mais peut-être l'adoption de ce statut a-t-elle été plus précoce encore.

### Formation de la ville
C'est probablement à cette époque qu'Aquæ Sextiæ se dote d'une enceinte. La forme en a été déduite à l'occasion de plusieurs fouilles. La dernière en date, celle qui a permis le dégagement du théâtre antique, en 2004, a permis de supposer que ce bâtiment était forcément inclus à l'intérieur de l'enceinte, dont il n'était pourtant certainement pas éloigné (une trentaine de mètres de toute évidence). La ville d'Aquæ Sextiæ, à cette époque, n'apparaît pas comme une structure uniforme. Les zones d'habitations semblent éparses à l'intérieur de l'enceinte. Des zones ont été clairement identifiées, comme la villa de Grassi, les insulæ de l'établissement thermal ou de la cour de l'Archevêché. En revanche, de vastes parcelles restent vierges de toute habitation. Les voies sont entretenues, voire améliorées, tant les cardines que les decumani. Progressivement, des maisons de grande emprise apparaissent au cœur de la ville, donnant à Aix les caractéristiques de plus en plus manifestes d'une ville romaine. En outre, de nouveaux ensembles monumentaux apparaissent, comme le théâtre, mais aussi une esplanade qui vient habiller le « marché » républicain ou encore une inscription votive dédiant les thermes au dieu gaulois Borbanus.

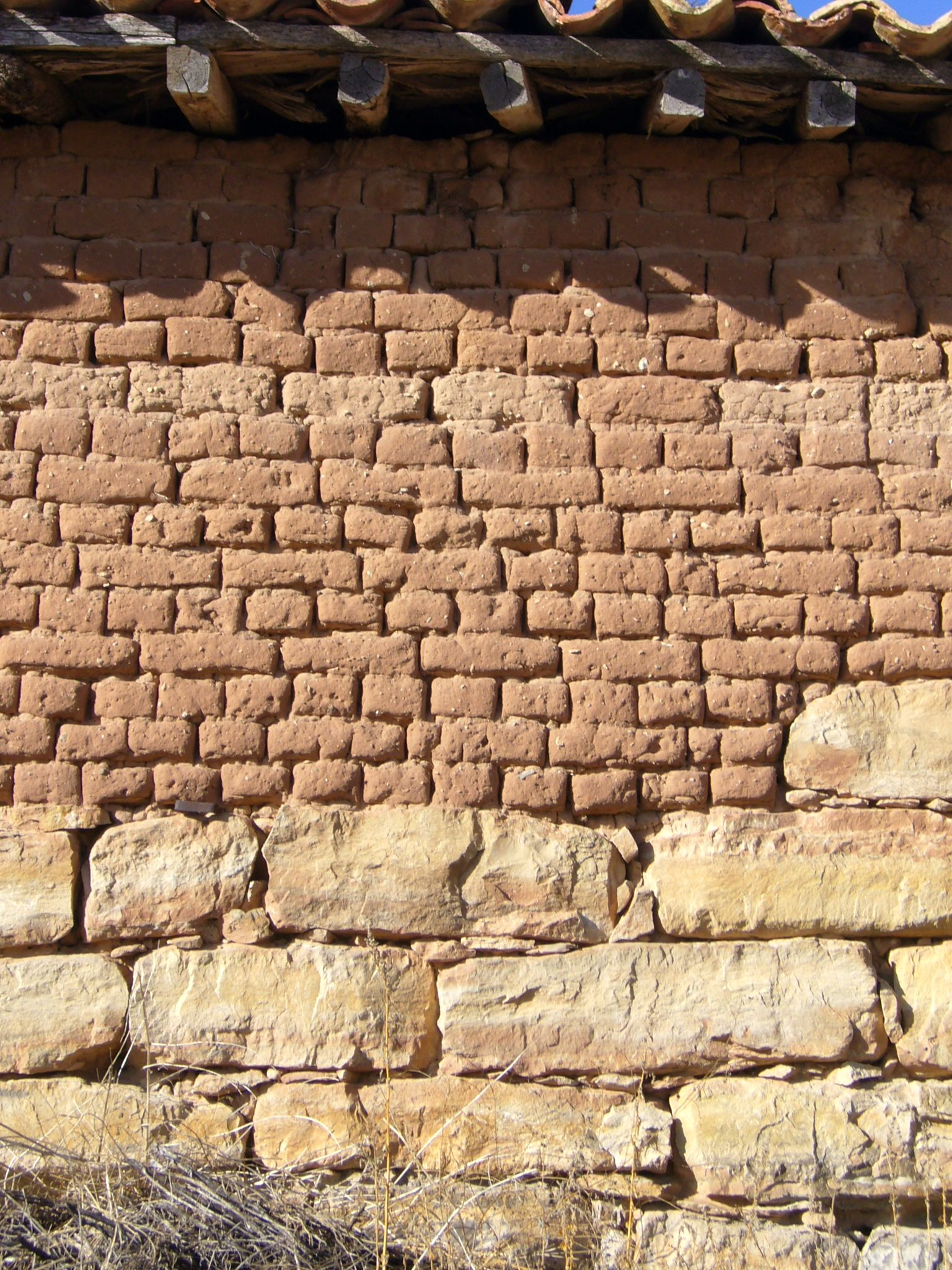
Exemple de mur en adobes.

Les traces d'artisanat sont en revanche plutôt éparses. On a toutefois pu identifier des zones de cuisson de céramique, ainsi que deux officines de potiers sans doute dédiées à un marché local.

### Les aménagements duIersiècledans la ville d'Aquæ Sextiæ
Les découvertes archéologiques montrent que l'essentiel des aménagements qu'a connu Aquæ Sextiæ ont été réalisés au Ier siècle, ce qui ne manque pas de surprendre dans la mesure où la ville avait été fondée près de deux siècles plus tôt. On peut supposer de ces faits que les vestiges du IIe siècle av. J.-C. avaient été effacés sous des constructions plus récentes. On peut envisager que l'architecture aixoise du IIe au Ier siècle av. J.-C. était très similaire à celle d'Entremont, constituée pour l'essentiel de murs en adobes. C'est réellement au Ier siècle, et notamment à partir du principat d'Auguste, qu'Aix prend toutes les caractéristiques d'une véritable ville romaine. Comme toute ville romaine, Aix est alors conçue selon un système de rues orientées nord-sud, appelé le cardo, et de rues orientées est-ouest, le decumanus. Le forum se situe sous la place de l'Archevêché, au carrefour du cardo et du decumanus. Il s'agit d'un ensemble architectural constitué de portiques de 6 mètres de largeur et dont la couverture est supportée par une colonnade. Au nord de la cité, une basilique civile, ou peut-être un temple domine l'horizon, conformément à ce qui a été constaté dans la cité contemporaine et voisine de Glanum, dans les Alpilles.

#### Lecardo

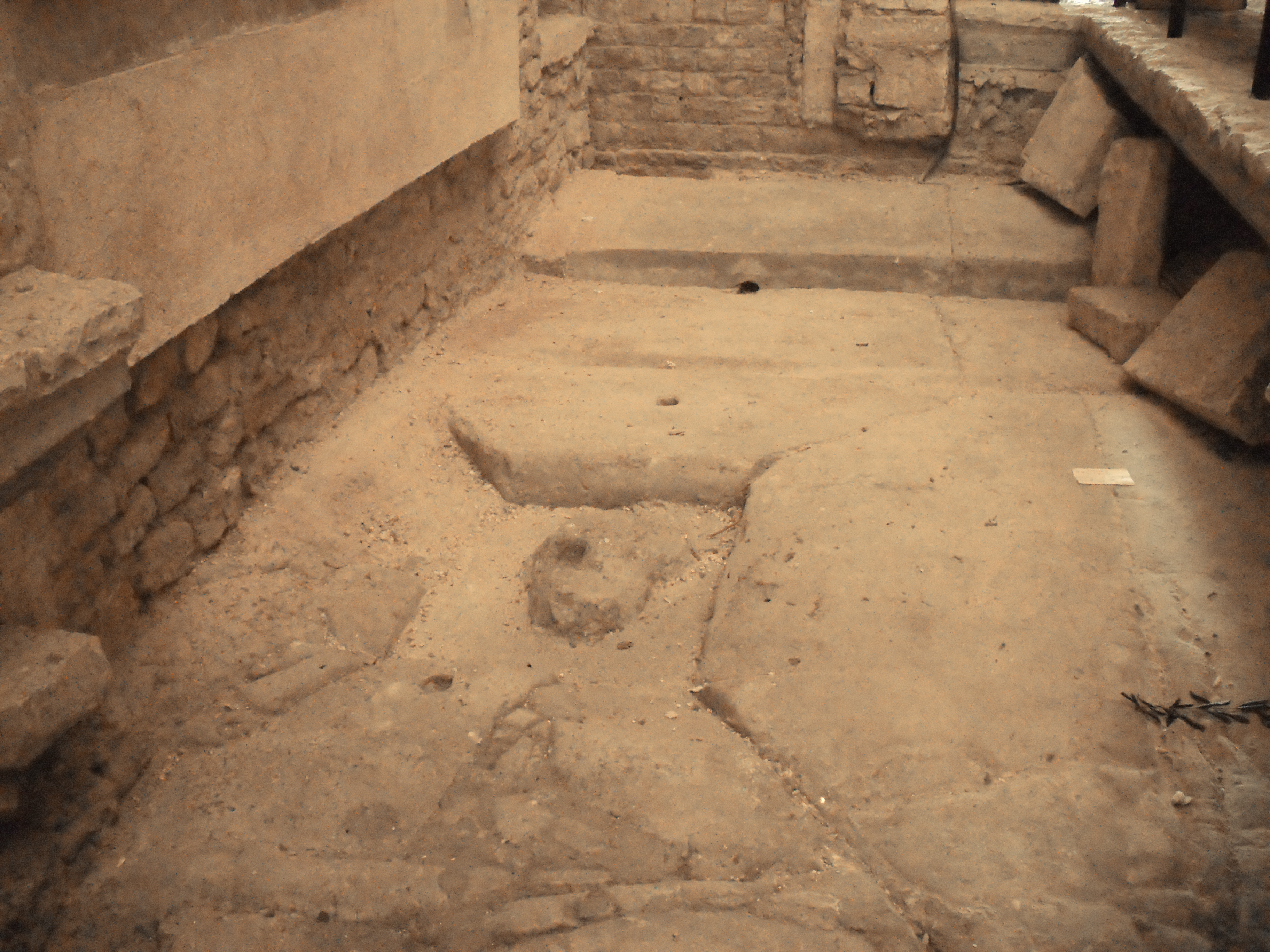
Cardo aixois identifié dans le sous-sol de la cathédrale Saint-Sauveur.

C'est dans le sol de la cathédrale Saint-Sauveur, et plus précisément dans le transept gothique qu'a été identifié le cardo aixois. Il est composé de dalles de pierre froide, bordées par un trottoir et limitées par un égout qui permet l'évacuation des eaux de pluie. En 1985 et 1987, deux portions du cardo ouest ont été identifiées et pourraient constituer le cardo maximus, la voie principale de la ville antique.

#### Ledecumanus maximus
La partie la plus importante du decumanus a été découverte sous la cour de l'Archevêché. Son revêtement est de qualité médiocre, fait de cailloutis et de terre battue.
En novembre 2009, un sondage de reconnaissance a permis la découverte d'un tronçon du decumanus maximus, plus au sud, au niveau de l'actuel carrefour Nelson-Mandela (près du cours des Minimes). Il s'agit d'un tronçon faisant le prolongement de la voie Aurélienne qui reliait Aix à Arles et Avignon via l'étang de Berre. Selon Núria Nin, l'archéologue responsable des fouilles, « la fouille a dévoilé la voie, encore revêtue de grandes dalles posées de biais, à la matière d'autobloquants. Cette voie est creusée de deux ornières qui permettaient aux véhicules de rouler. Sous la voie se trouve un égout, qui charriait les eaux pluviales et usées. À proximité de la voie, il y avait une allée piétonne et le sondage a dévoilé les soubassements d'un immeuble. Rechargée par des couches de ballast, cette rue a dû être utilisée pendant plusieurs siècles ».

#### Le rempart
Le rempart à vocation défensive fait le tour de toute la ville et est flanqué de portes aux principaux points d'accès. On ne connaît que le nom d'une seule de ces portes : la porte d'Italie. Elle ne doit pas être confondue avec la porte d'Italie qui se dressera à compter du Moyen Âge à l'embouchure de la rue d'Italie. La porte romaine d'Italie se situe alors sur l'emplacement de l'actuel palais de justice d'Aix-en-Provence. Les deux tours qui entourent cette porte, nommées tour du Chaperon et tour du Trésor serviront à l'architecture médiévale du palais comtal. La récente découverte du decumanus au cours des Minimes laisse supposer l'existence d'une autre porte à cet endroit.

#### Le réseau d'eau

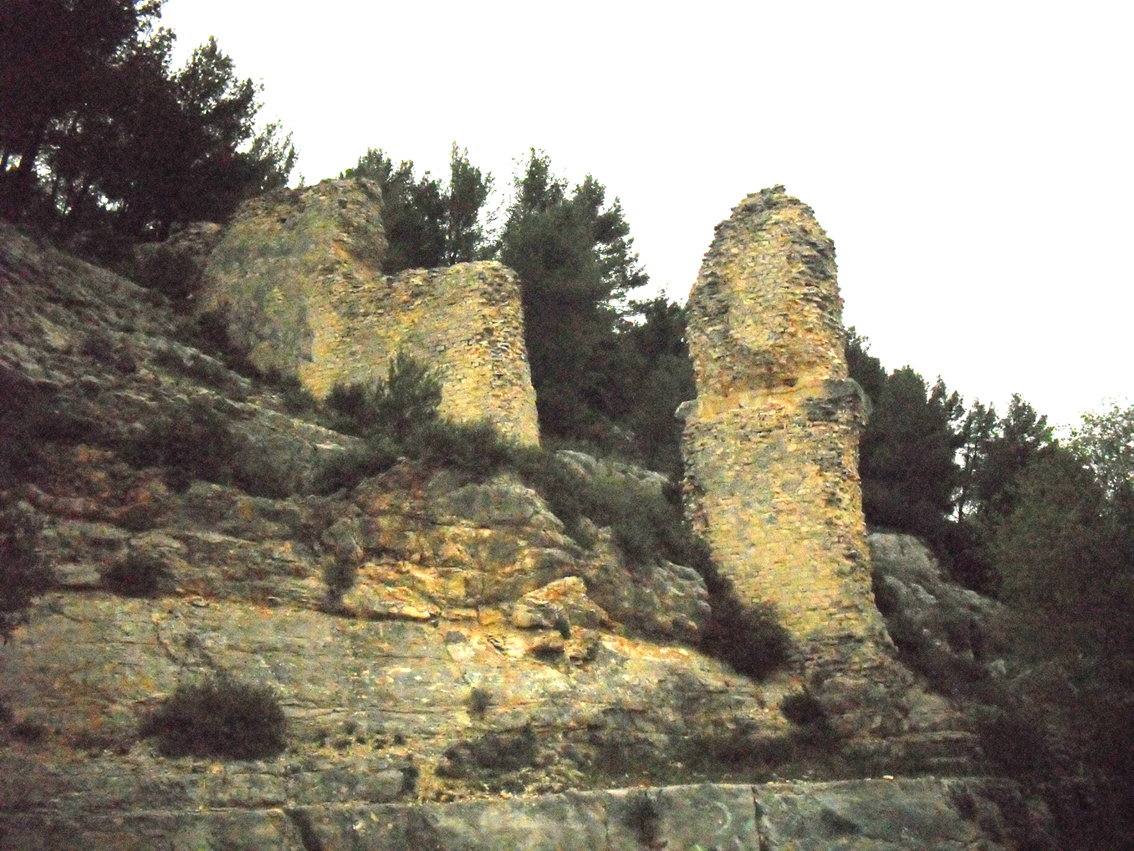
Vestiges de l'aqueduc de la Traconnade sur la commune de Meyrargues (Bouches-du-Rhône).

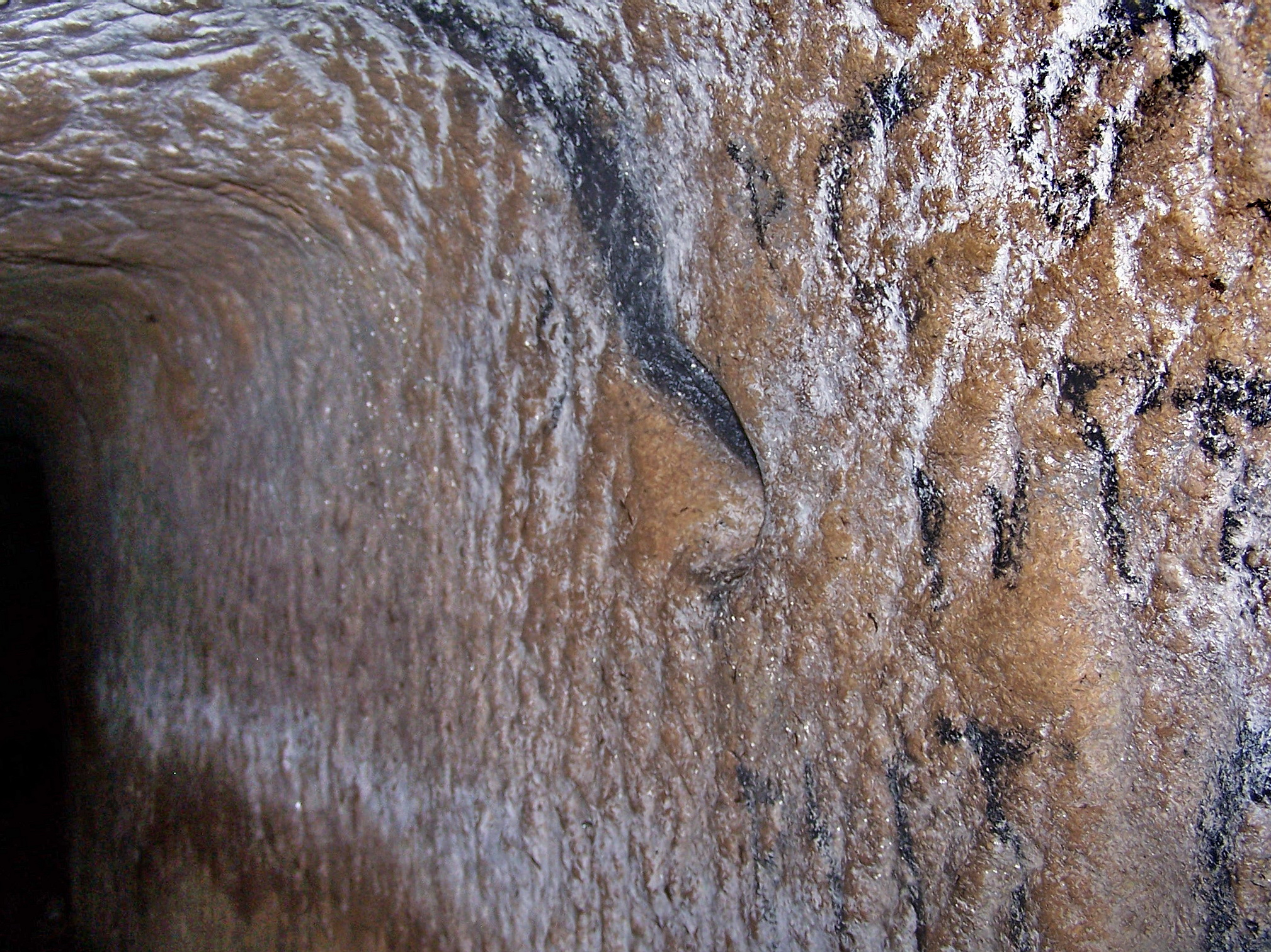
Emplacement pour lampe à huile dans l'aqueduc de la Traconnade.

Aix-en-Provence porte dans son nom même son état de ville thermale. Paradoxalement, alors que ses eaux sont reconnues pour leur qualité et que, depuis le 12 mars 1913, Aix-en-Provence possède le qualificatif officiel de « ville d'eaux », les Romains ont souhaité faire venir l'eau par aqueduc vers la nouvelle cité. Les sources qui alimentent Aix proviennent des contreforts de la montagne Sainte-Victoire. Trois aqueducs ont été identifiés : l'aqueduc de Traconnade, au nord, l'aqueduc de Vauvenargues et celui du Tholonet à l'est. L'aqueduc de Traconnade, qui prend sa source à Jouques (Bouches-du-Rhône), était long de 27 kilomètres. Il peut encore être observé sur le territoire de la commune de Meyrargues ; trois piles et arcades se dressent au milieu d'un champ, dans un décor bucolique. « Le ciment qui lie [ses] pierres, raconte l'historien Garcin en 1835, est plus dur que le poudingue le plus compact ». Cet aqueduc est considéré par d'aucuns comme une réelle prouesse technique du fait qu'il parcourt plusieurs kilomètres sous le plateau qui sépare la vallée de l'Arc et celle de la Durance. Au temps d'Aquæ Sextiæ, ces aqueducs, que l'on estime dater du IIe siècle, viennent alimenter les thermes de la ville, mais sert aussi à la consommation quotidienne des Aquenses.
Les premiers thermes aixois remontent à la seconde moitié du Ier siècle. Ils se situent approximativement à l'emplacement actuel des thermes de la ville, près du cours Sextius. Des fouilles archéologiques ont permis de mettre au jour un autel dédié au dieu gaulois Bormanus (ou Borbanus), aussi appelé Borvo, dieu des sources chaudes et des eaux bouillonnantes. Ce genre d'autel se situe d'ordinaire dans des thermes romains, ce qui atteste du caractère thermal de la ville d'Aquæ Sextiæ, mais rappelle aussi que, si la ville est romaine, sa population est gauloise pour l'essentiel et continue de vouer un culte à des divinités celtes.

#### Le théâtre antique
Le théâtre antique d'Aix-en-Provence est le monument antique le plus imposant de la commune. Il n'a pourtant été découvert qu'en 2004, même si des suppositions quant à son existence ont été émises dès le XVIe siècle. Conformément à ce qui était supposé, il a été découvert sur l'emplacement de l'ancienne ville des Tours, sur le site de l'église Notre-Dame de la Seds (avenue Jean-Dalmas), soit dans la partie ouest de l'ancienne ville d'Aquæ Sextiæ. Les premiers sondages sont réalisés en 1990 et confirment la présence du théâtre en cet endroit. En 2002, la commune d'Aix-en-Provence se porte acquéreur de la zone à explorer, alors propriété des Sœurs du Saint Sacrement. L'année suivante, le monument est localisé et, en 2004, identifié par une campagne d'évaluation.
Dans la ville d'Aquæ Sextiæ, le théâtre se situe sur une terrasse qui surplombe le decumanus maximus. Ainsi, les voyageurs entrant dans Aix par la route d'Arles se retrouvaient immédiatement face à l'imposant édifice qui trônait à peine 30 mètres derrière le rempart. Son diamètre est de 100 mètres, ce qui le place dans la moyenne des théâtres romains de Provence. Il est adossé à une pente, comme le théâtre d'Orange ou celui de Vaison-la-Romaine, ce qui peut s'expliquer pour permettre une économie des coûts de construction. La cavea (gradins) est exposée au sud. Le théâtre d'Aix possède des murs annulaires, mais aussi un ambulacre (galerie de circulation intérieure) et trois vomitoires permettant l'accès aux gradins. Au vu du profil des gradins, on peut estimer que la hauteur générale de l'édifice était de 24 mètres à partir de l'orchestra, dont il ne reste aujourd'hui que 8 mètres.
Les recherches menées par Étienne Rouard dans la première moitié du XIXe siècle avaient révélé que le théâtre d'Aix possédait un porticus post scænam (esplanade ceinturée d’un portique) à l'arrière de la scène. Cette partie de l'édifice reste à dégager mais devrait permettre de mettre au jour de nombreuses décorations dont sont généralement parées les bâtiments de scène romains.

## Aquæ Sextiæ entre 70 et le début duIIIesiècle

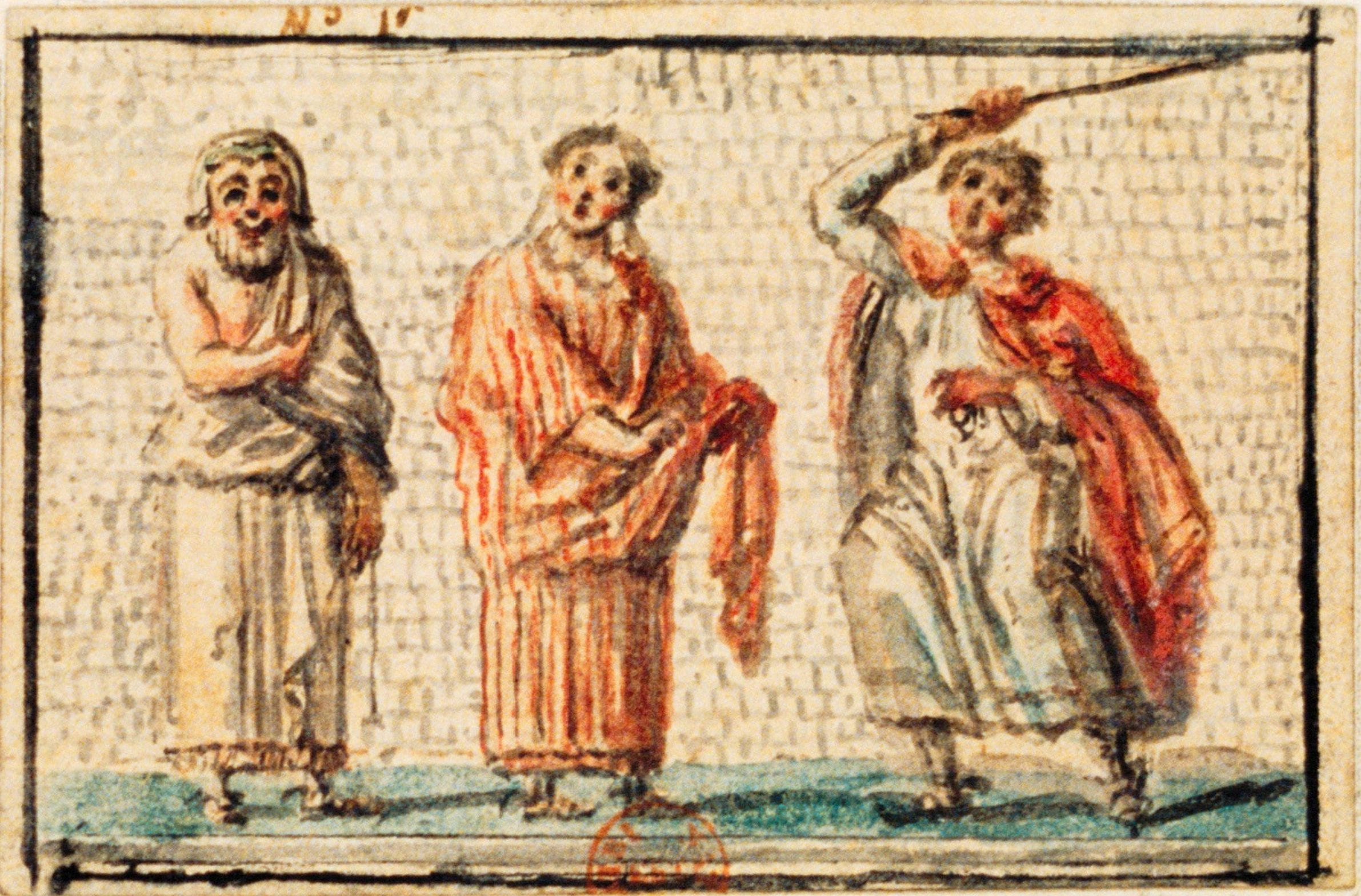
Dessin d'une mosaïque trouvée près d'Aix-en-Provence en 1790.

La ville entre dans une période de mise en valeur de la voirie par une monumentalisation des abords des voies. Un édifice faisant sans doute partie d'un collège de sévirs augustaux a été identifié au sud de la ville. Sa construction a lieu entre 70 et 100 de notre ère. De la même période remonte ce qui semble être un ensemble thermal, découvert sur l'emplacement actuels des thermes. Juste au nord des thermes, près de la Tourreluque, érigée au Moyen Âge, trois monuments à l'usage énigmatique ont été identifiés. Il convient aussi de citer le forum qui était sans doute accolé à une basilique. Ces monuments sont évoqués plus bas.
La voirie est améliorée ; le réseau des égouts est reconstruit, et les rues comme les trottoirs sont pavés de dalles en pierre froide. Certains secteurs sont même embellis au moyen de mosaïques, comme l'entrée de la ville et son cardo maximus. Il faut imaginer l'entrée bordée d'une colonnade sous laquelle se regroupent des échoppes et des boutiques.
Les habitations deviennent plus vastes, des domus commencent à voir le jour, telle celle découverte lors de la construction du parc automobile Pasteur, au nord de la ville, résidence de 2 600 m2 contenant quatre jardins en quinconce. Cette partie nord de la ville abrite les demeures des habitants fortunés de la ville et laisse une large part aux espaces verts.

### Monuments aixois du Haut-Empire

#### Édifice dessévirs augustaux
Sous l'Empire romain, les Seviri augustales sont des affranchis désignés pour l’année par la curie de leur cité et choisi en fonction de leur richesse et de leur honorabilité. Ils participent notamment à la célébration du culte impérial. À Tarascon, une inscription funéraire a été découverte et on peut la traduire ainsi : « Aux dieux Mânes de Marcus Frontonius Euporus, sévir augustal dans la colonie Iulia Augusta d'Aix (Aquis Sextis), naviculaire maritime des Arlésiens, curateur de cette corporation… ».
En 1971, la construction d'un immeuble a considérablement endommagé, voire détruit, l'édifice des sévirs augustaux d'Aix dont les blocs ont été jetés à la décharge de La Calade, redécouverts en 1973 et depuis déposés au musée Granet. Une colonne, faisant sans doute partie du même édifice, a été trouvée à Puyricard l'année suivante dans des conditions similaires. Ces blocs composent un édifice qui devait se trouver à l'origine à l'emplacement de l'actuelle rue Lisse-des-Cordeliers. La colonne découverte mesure 3,40 mètres de hauteur — mais il ne s'agit que d'un morceau — et a un diamètre de 60 centimètres. La colonnade était semble-t-il surmontée d'une frise contenant une inscription lacunaire que J. Gascou lit ainsi : « - - -]L(ucii) f(ilius, -ilio), Vol(tinia tribu), [- - - / - - -]atis s[uæ - - - / - - -]seuiral[- - -] ». Selon les chercheurs, la frise de façade de l'édifice est celle qui caractérise les édifices religieux ou profanes du Ier siècle.

#### Les thermes d'Aix

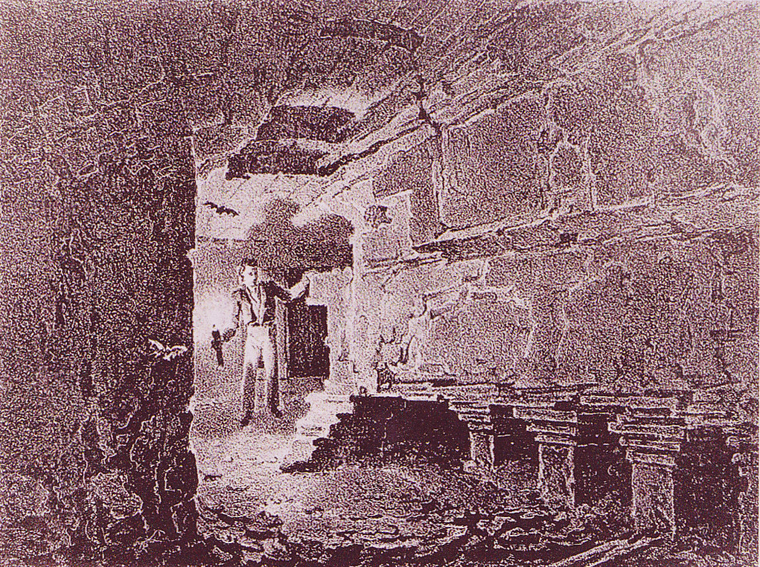
Intérieur des bains d'Aix-en-Provence, lithographie du XIXe siècle.

Si la présence de thermes, ou d'« étuves », est attestée dans le quartier de l'Observance au Moyen Âge, plusieurs historiens aixois, au nombre desquels Pierre-Joseph de Haitze, n'hésitent pas à faire remonter leur origine à l'Antiquité. Les découvertes archéologiques ont confirmé le caractère ancien de cet établissement. De 1704, date de construction des thermes, à nos jours, divers travaux ont engendré des découvertes qui ont permis de mieux connaître l'évolution du site.
Le 23 mars 1705, alors que les thermes sont en construction, les ouvriers découvrent « une pierre froide d'environ 3 pieds de long sur 2 de largeur », soit 58 centimètres sur 89. Trois signes figurent à son dos, qui peuvent se lire : « I. H. C. », abréviations possibles de « Iuvant Hæ Conjugiis » (« Ces [eaux] sont utiles aux époux »), de « In Hortorum Custodiam » (« Pour la garde des jardins ») ou de « Jucundo Hortorum Custodi ».
En 1770, Alexandre de Fauris de Saint-Vincens signale que des parties de murailles ont été trouvées au sud des thermes actuels. Le Dr. Sallier fait la description de sa visite des thermes découverts en 1803 dans le quartier de l'Observance : « C'est à l'aide d'une lampe sépulcrale, en entrant à droite, par la rue des Étuves, du côté de la rue des Cordeliers, dans la maison du sieur Belliard que nous sommes descendus dans une espèce de cave très obscure qui précède l'entrée du bain. Au premier aspect il nous a été facile de reconnaître une construction romaine ; la coupe des pierres, leur arrangement symétrique, la forme sphérique des voûtes, la dureté du mortier, le remplissage confus des murailles maîtresses, tout nous a décelé son origine ».

## IIIeetIVesiècles: entame du déclin
Le IIIe siècle est marqué par le début du déclin démographique d'Aquæ Sextiæ. Dans un premier temps, des domus résidentielles sont abandonnées de leurs habitants, mais peu à peu ce phénomène s'étend à de nombreuses maisons du centre de la ville. Livrées à l'abandon, ces maisons tombent en ruines et leurs pierres servent de carrières de matériaux. Une domus située à l'emplacement de l'actuel parking de stationnement Pasteur est dans ce cas. Connue sous le nom de « domus de l'Aire du Chapitre », on pense que cette vaste demeure luxueuse a été construite au milieu du Ier siècle. Les premières fouilles à cet endroit datent de 1842, le bâtiment est au départ modeste, mais connaît une extension importante aux alentours de l'an 70 pour finir par occuper une superficie totale d'environ 2 600 m2, jardins compris. Riche de mosaïques, de peintures murales et de revêtements en marbre, un important mobilier y a été découvert : céramique, objets en verre, en os ou en métal, ainsi qu'une statuette d'Esculape en marbre.
Les habitations délaissées le plus tardivement semblent être celles du quartier nord, dont certaines sont même embellies durant cette période où tant d'autres subissent un abandon définitif. Le phénomène concerne aussi les services municipaux qui semblent beaucoup moins efficients. L'entretien du réseau des collecteurs publics, notamment, se relâche, ce qui conduit au colmatage de nombreux conduits d'égouts. Au milieu du IVe siècle, la plupart de ces conduits sont devenus inopérants. Rue de Sontay a été identifiée une maison construite au plus tard au IIe siècle et fouillée en 1842 : quatre pièces, une vaste salle d'apparat, des pavements de mosaïque blanche. Mais c'est surtout la couche de cendres retrouvée sur le tout qui interpelle. Un amas de tuiles qui atteste d'une destruction violente dans le courant du IVe siècle, sans reconstruction.
Il ne faut pas nécessairement voir dans l'abandon de zones d'habitats entières le déclin de la ville, mais plutôt une évolution dans le mode de vie des Aquenses. À la même époque, Aix est capitale de la Narbonnaise seconde, statut incompatible avec une ville à l'abandon. Aix domine alors sur un plan politique des villes antiques majeures, comme Fréjus (Forum Julii), Antibes (Antipolis), Riez (Reis Appolinaris), Apt (Apta Julia), Sisteron (Segusterone) ou Gap (Vapincum).

## Introduction du christianisme (VeetVIesiècles)

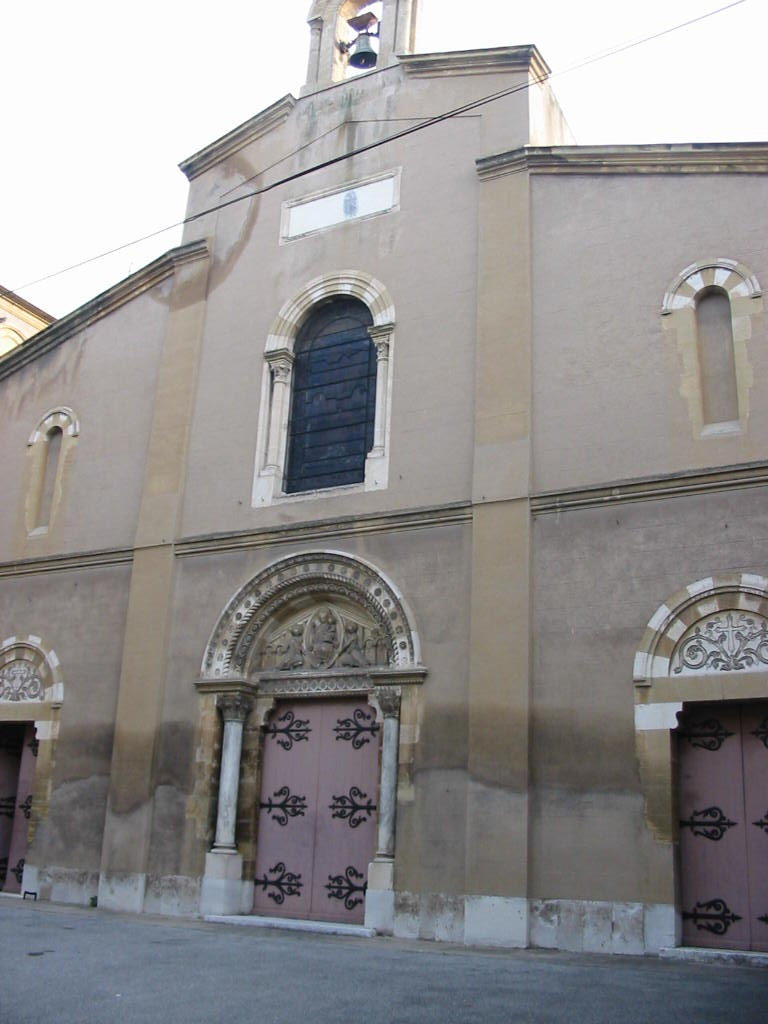
Notre-Dame de la Seds, qui pourrait avoir été le site primitif du groupe épiscopal d'Aquæ Sextiæ.

Une modification radicale de l'architecture de la ville se manifeste au tout début du VIe siècle. Le forum antique est détruit, ainsi que d'autres bâtiments publics sans doute, pour permettre l'érection d'un groupe épiscopal qui deviendra la cathédrale d'Aix. Cet édifice a été construit en même temps qu'un baptistère et des annexes. Ce groupe datant des premières années qui suivent l'an 500 et, alors qu'Aix est érigée en évêché un siècle plus tôt, les historiens et les archéologues s'interrogent toujours sur la localisation de la cathédrale primitive. Le site de Notre-Dame de la Seds est l'hypothèse la plus envisageable. Certains considèrent que la construction de la première cathédrale est à mettre à l'actif de l'évêque Lazare qui fait construire en 413 un baptistère dans son groupe épiscopal, à côté de l'ecclesia major. D'autres, par contre, soutiennent la thèse selon laquelle Lazare avait été expulsé de son diocèse par les habitants d'Aix deux ans plus tôt.

## Archéologie d'Aquæ Sextiæ

### Les restes d'Aquæ Sextiæ dans l'Aix duXXIesiècle
Aix-en-Provence est une des anciennes villes romaines dont les traces du passé semblent les plus effacées. L'édifice le plus remarquable, le théâtre antique, n'a été découvert qu'en 2004. Jusqu'alors, le plus connu des édifices hérités de l'Antiquité était la villa Grassi. Pourtant, on trouve des traces de l'Aquæ Sextiæ romaine jusque dans les structures d'urbanisme modernes. Ainsi, l'archéologue aixoise Núria Nin explique que « les rues Gaston-de-Saporta et Jacques-de-la-Roque sont, par exemple, dans l'axe du cardo maximus (principale rue nord-sud) et [que] les rues Pierre-et-Marie-Curie et Irma-Moreau correspondent au tracé est et sud de la fortification romaine ».

### L'affaire de lavillaGrassi

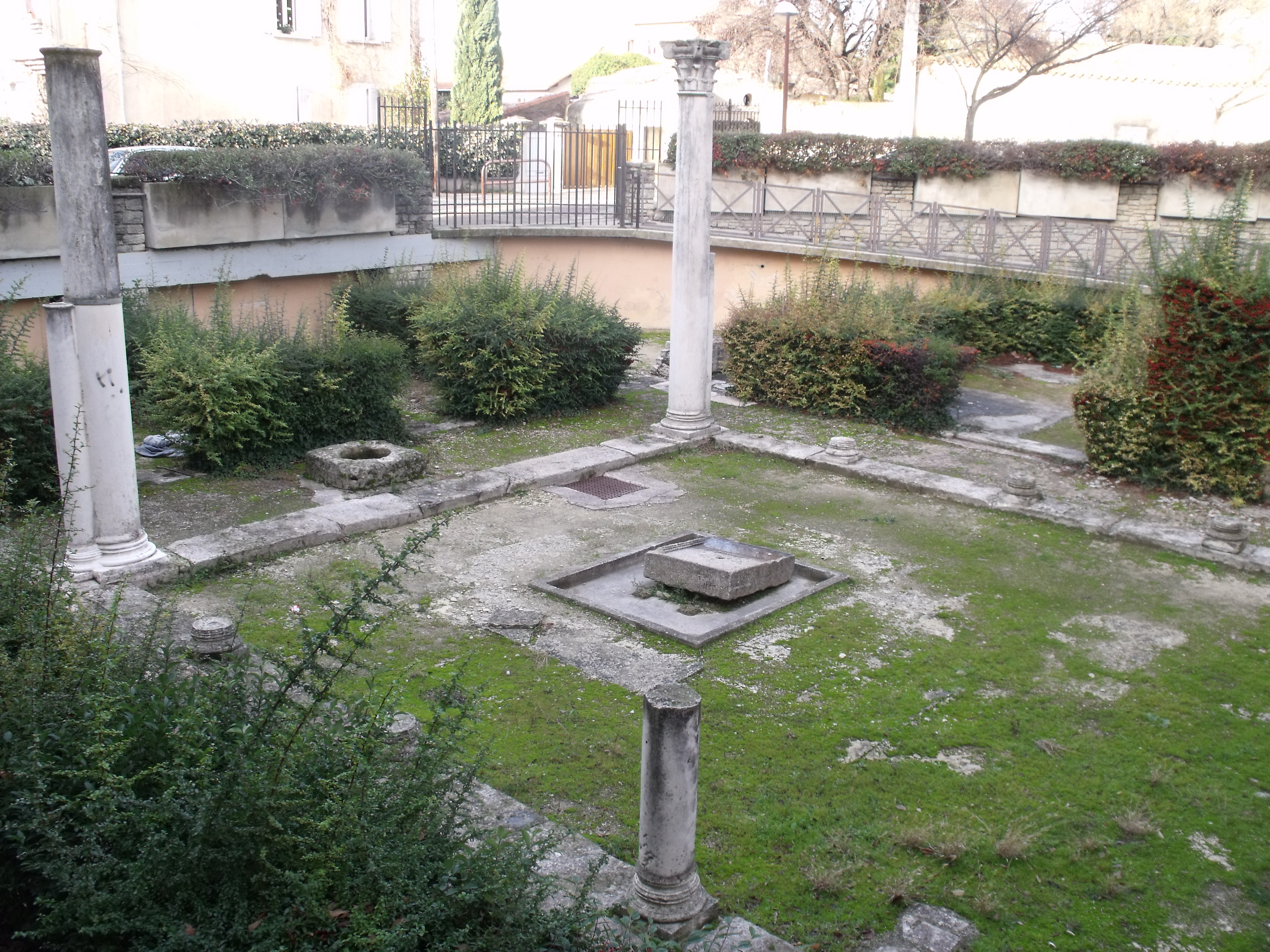
Vestiges de la villa Grassi à Aix-en-Provence.

Les restes de la ville antique d'Aix sont aujourd'hui mis au jour dans un respect parfait des éléments originels, comme en témoigne la sortie de terre des murs du théâtre antique. Il n'en a pas toujours été ainsi et, si les restes d'Aquæ Sextiæ sont aujourd'hui aussi disparates, une des causes en est la mauvaise condition de préservation des sites excavés. Les fouilles de la villa Grassi, plus connue sous le nom de « jardin de Grassi », en sont l'exemple type. Les premières fouilles menées sur le site sont réalisées entre 1939 et 1945 par les archéologues Fernand Benoit, Robert Ambard et Jean Irigoin. La villa révélée se présente comme une demeure luxueuse dotée d'un jardin ; les sols sont ornés de marbre de Carrare et de Chemtou et de porphyres de Sparte et d'Égypte. On y trouve aussi des mosaïques. Une importante partie des objets trouvés est alors récupérée par les habitants du quartier. Ajouté à cela des projets d'urbanisme qui mettent à mal la villa et ne laisse debout que le péristyle. Malgré la création d'un comité de sauvegarde du site, un ensemble scolaire entame un peu plus encore le bâtiment. Les archéologues ont juste la possibilité de profiter des tranchées pour établir un plan des vestiges et recueillir quelques objets datés du Ier au Ve siècle.
Il faudra attendre les années 1990 pour que des efforts soient faits pour sauvegarder un site dévasté. Les restes de l'atrium sont restaurés et accompagnés d'un trompe-l'œil réalisé par l'artiste Jean-Marie Gassend. L'opération présente l'avantage de permettre l'identification de cinq habitations réparties sur deux insulæ et séparées par un cardo.

### Le domaine de la Grassie

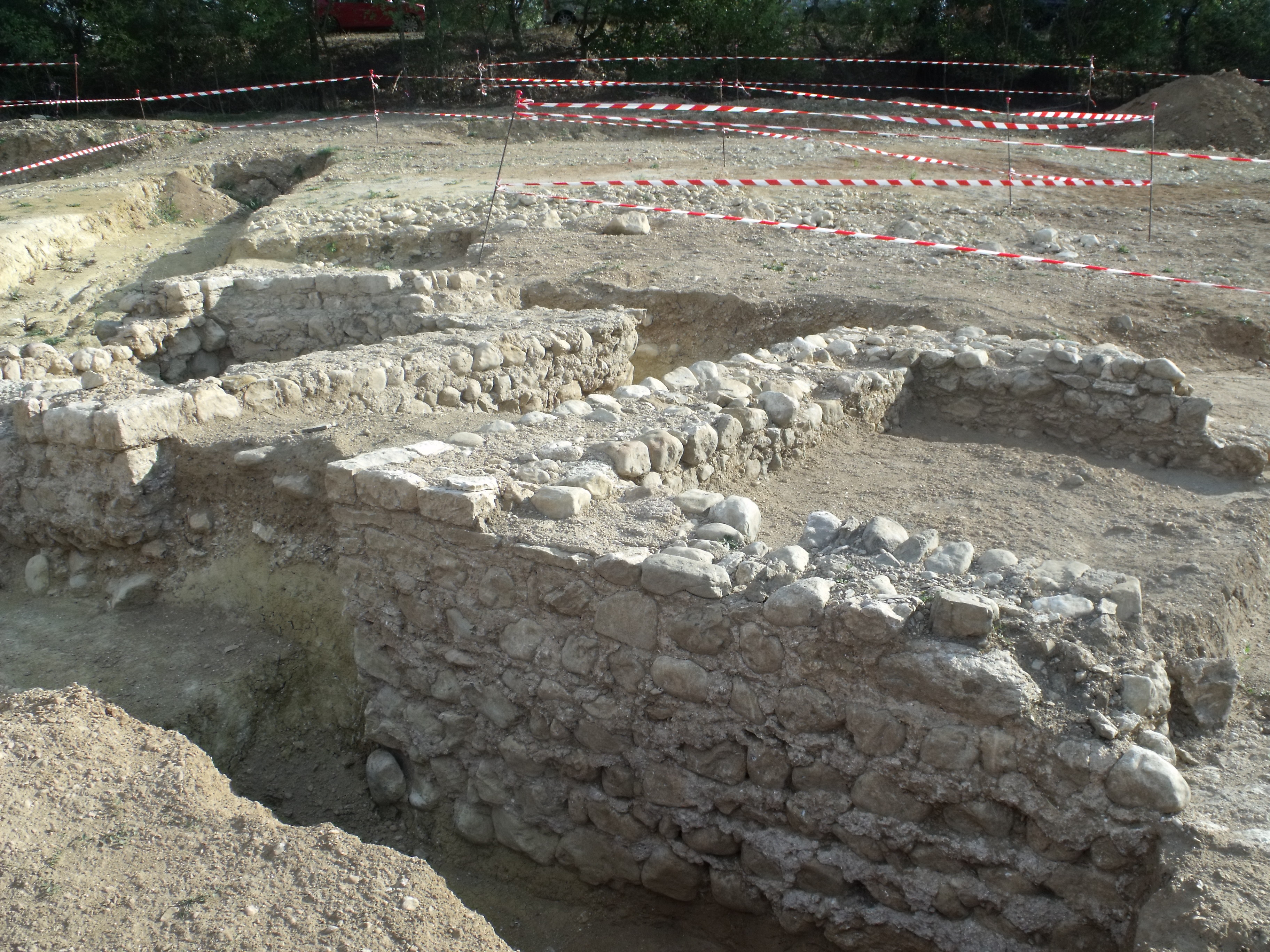
Vue de deux bâtiments du site de la Grassie, photographiés avant leur destruction.

La construction de logements sociaux le long de la départementale 9 reliant le quartier du Pont-de-l'Arc au hameau des Milles a permis à l'équipe archéologique aixoise de fouiller un terrain situé en contrebas de la route à environ 100 mètres au sud de l'Arc. Le site, dénommé « domaine de la Grassie » a révélé des structures qui ont pu être estimées du milieu du Ier siècle av. J.-C. à la fin du IIe siècle. Cinq fondations de bâtiments ont été mises au jour et semblent correspondre à deux époques. La plus ancienne, du Ier siècle av. J.-C., concerne deux bâtiments de type agricole aux murs de galets montés sans mortier. Ces deux bâtiments ruinés par le temps ou par la main de l'homme, un fossé est alors creusé sur le site pour drainer les eaux de l'Arc.
Par la suite, trois bâtiments sont érigés. De petite taille, il s'agit vraisemblablement de bâtiments destinés à la pratique du culte d'une divinité gallo-romaine. Un chemin en bon état a été retrouvé. Il monte vers le site depuis l'Arc. Les archéologues sont encore partagés sur la destination de ces trois bâtiments, mais des présomptions convergent pour l'attribuer à un sanctuaire rural, d'autant que d'autres sites cultuels ont été découverts dans le même secteur (comme des autels à Hercule ou à Minerve).
Peu d'objets ont été retrouvés, à l'exception d'un ustensile phallique et de monnaies romaines du Ier siècle av. J.-C. à 40-50 environ. On pense que l'érosion et les crues de l'Arc ont précipité le mobilier dans la rivière. Des tuiles retrouvées au niveau des fondations du premier bâtiment agricole laissent supposer que celui-ci s'est effondré et a progressivement été recouvert d'une couche d'alluvions.
Le site de la Grassie doit ensuite être détruit pour permettre la construction de logements. Selon l'archéologue aixoise Núria Nin, « le domaine de la Grassie ne présente pas un intérêt patrimonial majeur suffisant pour empêcher [sa] destruction ».